# Nuno André Coelho
Pour le footballeur né en 1987, voir Nuno Coelho (football, 1987).
Pour les articles homonymes, voir Coelho.
Nuno André Coelho est un ancien footballeur portugais né le 7 janvier 1986 à Penafiel. Il évoluait au poste de défenseur.

## Biographie
Nuno Coelho est sélectionné à 20 reprises en équipe du Portugal des moins de 21 ans.
En juillet 2010, il est transféré au Sporting Portugal, dans le cadre du transfert de João Moutinho vers le FC Porto. Un an plus tard, en juin 2011, le Sporting décide de se séparer de Nuno qui va rejoindre le SC Braga pour un contrat de cinq ans.
Le 31 août 2012, il est appelé pour la première fois en sélection A du Portugal par Paulo Bento dans le groupe préparant les deux premiers matchs de qualifications pour la Coupe du monde 2014.
Le 26 janvier 2016, Coelho signe avec le Sporting Kansas City en vue de la saison 2016 de MLS.

## Carrière
| Période       | Club                      | Pays     | Matchs | Buts |
| 2005-Jan 2006 | FC Porto B                | Portugal | 12     | 2    |
| Jan 2006-2006 | FC Maia (prêt)            | Portugal | 14     | 0    |
| 2006-2007     | Standard de Liège (prêt)  | Belgique | 17     | 0    |
| 2007-2008     | Portimonense SC (prêt)    | Portugal | 15     | 0    |
| 2008-2009     | Estrela da Amadora (prêt) | Portugal | 28     | 2    |
| 2009-2010     | FC Porto                  | Portugal | 1      | 0    |
| 2010-2011     | Sporting Portugal         | Portugal | 7      | 0    |
| 2011-         | SC Braga                  | Portugal | 43     |      |

## Palmarès

### SC Braga
- Vainqueur de la Coupe de la Ligue en 2013